# Rudolf Rocker
Rudolf Rocker (ur. 25 marca 1873 w Moguncji, zm. 19 września 1958 w Crompond) – niemiecki pisarz, historyk, związany z ruchem anarchosyndykalistycznym.

## Życiorys
Urodził się w Moguncji; w młodości należał do SPD, gdzie utożsamiał się z radykalnym skrzydłem Die Jungen (Młodzi). Z SPD został usunięty w 1890, za krytykę jednego z jej polityków (rok później z partii została wykluczona cała grupa Die Jungen). Jego poglądy zaczęły zmierzać w kierunku anarchizmu.
Przez pewien czas pracował jako czeladnik, podróżując po całym kraju oraz Europie Zachodniej, a w 1891 był obserwatorem 2 kongresu międzynarodowego socjalistycznego w Brukseli. W 1892, wyemigrował z Niemiec do Francji, uciekając przed represjami za działalność polityczną. 
W Paryżu włączył się w działalność żydowskiego ruchu anarchistycznego, choć nie był Żydem ani w sensie etnicznym, ani religijnym. W 1895 wyjechał do Wielkiej Brytanii.
Kontynuował swoją działalność w żydowskim ruchu anarchistycznym w Londynie. Redagował kilka pism anarchistycznych w jidisz, jak: „Dos Fraje Vort” (kiedy był jego redaktorem, nie znał jeszcze jidisz) „Arbeter Frajnt” oraz „Germinal”.
W 1902 powstała federacja żydowskich anarchistów, w której działał; reprezentował ją na Międzynarodowym Kongresie Anarchistycznym w Amsterdamie, w 1907.
W czasie I wojny światowej w związku ze swoim niemieckim pochodzeniem został internowany, przez co pisma redagowane przez niego zostały zawieszone, a federacja nigdy nie odzyskała dawnej siły.
W 1918 został deportowany do Holandii, po czym wrócił do Niemiec, gdzie stał się jedną z czołowych postaci ruchu anarchosyndykalistycznego. Brał udział w zjeździe założycielskim anarchosyndykalistycznej międzynarodówki, w 1922, w Berlinie. Rocker ostro krytykował część anarchistów popierających rosyjskich bolszewików, działał w ruchu antyfaszystowskim.
W 1933, po przejęciu władzy przez narodowych socjalistów został zmuszony do ponownej ucieczki z kraju. Osiadł w USA, gdzie zajmował się działalnością pisarską. W 1941 poparł aliantów jako „mniejsze zło”, za co był krytykowany przez część anarchistów.
Był niezwykle płodnym pisarzem i mówcą, w ciągu swego życia wydał wiele książek i publikacji.